# Ufeus lura
Ufeus lura là một loài bướm đêm trong họ Noctuidae.